# Stan ściśnięty
Stan ściśnięty – stan oscylatora harmonicznego powstały z intuicyjnie rozumianej deformacji stanu podstawowego lub stanu koherentnego, polegającej na zwężeniu (lub rozszerzeniu) jego funkcji falowej.
Niech operator ściskania skaluje stan własny operatora położenia, tzn.
{\displaystyle S(\lambda )|r\rangle ={\frac {1}{\sqrt {\lambda }}}|\lambda r\rangle ,}
wtedy stan ściśnięty próżni jest dany przez
{\displaystyle |\lambda \rangle =S(\lambda )|0\rangle .}
Ponieważ stan ściśnięty próżni jest również stanem próżni oscylatora harmonicznego o innej częstości, ogólny ściśnięty stan koherentny będzie więc dany przez
{\displaystyle |\alpha ,\lambda \rangle =e^{[\alpha {\hat {a}}^{\dagger }(\lambda )-\alpha ^{*}{\hat {a}}(\lambda )]}S(\lambda )|0\rangle .}
Jak łatwo zauważyć ogólna postać funkcji falowej stanu ściśniętego oscylatora harmonicznego jest więc gaussowską paczką falową cząstki swobodnej, tzn.
{\displaystyle \psi (x)=N\,\exp \left(ik_{0}x-{\frac {(x-x_{0})^{2}}{2\sigma ^{2}}}\right).}
Stany te mają szczególne znaczenie w elektrodynamice kwantowej reprezentując światło ściśnięte – światło kwantowe, dla którego nieoznaczoność pędu i położenia jest minimalna, ale nieoznaczoności te są z osobna mniejsze lub większe niż te dla próżni kwantowej.
GEO600 używa od 2010 roku, a LIGO od 2019 roku, stanu ściśniętego światła, aby zwiększyć precyzyjność pomiarów wiązek laserowych, mających wykryć fale grawitacyjne.